# Final Fantasy: Esence života
Final Fantasy: Esence života (v anglickém originále Final Fantasy: The Spirits Within) je americký animovaný film. Jedná se o první fotorealistický počítačem generovaný film. Jeho režisérem byl Hironobu Sakaguči a film byl natočen podle jeho videohry Final Fantasy. Různé postavy namluvili například Ming-Na Wen, Alec Baldwin, Donald Sutherland, James Woods, Ving Rhames a Steve Buscemi. Originální hudbu k filmu složil Elliot Goldenthal. Hudbu nahrál Londýnský symfonický orchestr s belgickým dirigentem Dirkem Brossém. Premiéra filmu proběhla 2. července 2001.